# Panicum mlahiense
Panicum mlahiense är en gräsart som beskrevs av Stephen Andrew Renvoize. Panicum mlahiense ingår i släktet vipphirser, och familjen gräs. Inga underarter finns listade i Catalogue of Life.